# Desulfotomaculum guttoideum
Desulfotomaculum guttoideum è una specie di batterio appartenente alla famiglia delle Peptococcaceae.